# ساشا دوان
ساشا دوان (انگلیسی: Sacha Dhawan؛ زادهٔ ۱ مهٔ ۱۹۸۴) هنرپیشه اهل انگلستان است.
از فیلم‌ها یا برنامه‌های تلویزیونی که وی در آن نقش داشته‌است می‌توان به پس از زمین، آیرون فیست اشاره کرد.